# Obermorschwiller
Obermorschwiller is een gemeente in het Franse departement Haut-Rhin (regio Grand Est) en telt 424 inwoners (1999). De plaats maakt deel uit van het arrondissement Altkirch.

## Geografie
De oppervlakte van Obermorschwiller bedraagt 6,0 km², de bevolkingsdichtheid is 70,7 inwoners per km².
De onderstaande kaart toont de ligging van Obermorschwiller met de belangrijkste infrastructuur en aangrenzende gemeenten.

## Demografie
Onderstaande figuur toont het verloop van het inwonertal (bron: INSEE-tellingen).